# Pighaj
Pighaj (latin: Squalus acanthias) er en mindre haj, som lever i store dele af verden – dog ikke omkring polerne og i troperne. Den er holder primært til i kystområderne, især bugte og flodudmundinger, men er også i stand til at dykke ned til omkring 1.400 meters dybde.
Den almindelige pighaj er grå med små, lyse pletter og har fået sit navn efter de to pigge, som sidder foran rygfinnerne, og bruges i selvforsvar. Som den eneste i sin art, udskiller den almindelige pighaj en nervegift i sine piggene. Giften er ikke livsfarlig for mennesker, men kan dog forvolde stor smerte.
Almindeligvis jager den sild, torsk og de dyr, der lever på havbunden. De færdes i stimer af som regel samme køn. Nogle tager på sæsonbetingede migrationer f.eks. for at finde nye områder med føde eller hvor hunnerne kan føde deres unger.
Normal længde er op til 1,6 meter med en vægt på 9 kg og lever i op til 75 år. Den føder 1-20 levende unger ad gangen, som hver varierer i længden 18-30 cm.
Sælges af fiskehandlere under betegnelsen kongeål.
På trods af dens store udbredelse, trues pighajen af overfiskeri. Dette hænger sammen en meget lang generationstid, idet hunnen først bliver kønsmoden, når den er omkring 12-15 år, og dens graviditet varer næsten to år. Der er således stor risiko for at den fanges, før den når at føde nye unger. Pighajen er vurderet som sårbar (VU) på både den internationale og den danske rødliste.
Dens særlige navn kongeål hænger sammen med at fiskehandlere tidligere havde svært ved at sælge dens kød. Men ved i stedet at sælge kødet som kongeål, lykkedes det at gøre det til en mere populær forbrugsvare.